# Femke Bolová
Femke Bolová, nepřechýleně Bol, (23. února 2000 Amersfoort) je nizozemská atletka, která se zaměřuje na běh na 400 m překážek i hladkou čtyřstovku. Je držitelkou světového rekordu na 400 m v hale (49,17 s) a evropského rekordu na 400 m překážek (50,95 s). Současně je držitelkou národního rekordu na 200 m v hale. Získala čtyři olympijské medaile, osm medailí ze světových šampionátů (z toho čtyři v hale) a deset z evropských šampionátů (z toho čtyři v hale). Je celkovou vítězkou posledních čtyř ročníků Diamantové ligy v běhů na 400 m překážek .

## Sportovní kariéra
V roce 2019 vyhrála na Mistrovství světa v atletice do dvaceti let v Kluži závod v běhu na 400 překážek.

### Mistrovství Evropy
Na Halovém mistrovství Evropy v Toruni v roce 2021 i na Halovém mistrovství v Istanbulu v roce 2023 získala shodně zlato jak v běhu na 400 m, tak v běžecké štafetě na 4×400 m. Na Halovém mistrovství Evropy v atletice 2025 v nizozemském Apeldoornu získala zlatou medaili jak ve smíšeném, tak čistě ženském štafetovém závodě na 4×400 m.
Na Mistrovství Evropy v Mnichově v roce 2022 vyhrála tři závody – v běhu na 400 m s překážkami i bez nich a ve štafetě na 4×400 m. O dva roky později, na Mistrovství Evropy v Římě, vyhrála závod v běhu 400 m překážek, úspěch slavila i ve štafetách – v ženské získala zlato, ve smíšené bronz.

### Mistrovství světa
Jak na halovém šampionátu v Bělehradě, tak v Glasgow se zúčastnila závodů v běhu na 400 m i běžecké štafety na 4×400 m. V roce 2022 byla v obou závodech druhá, v roce 2024 první.
Venku se poprvé představila na seniorském mistrovství v roce 2019 v Dauhá, kde postoupila do semifinále v běhu na 400 m a do finále v ženské štafetě (která nakonec brala sedmé místo).
Na odloženém mistrovství v roce 2022 v Eugene byl druhá v závodě na 400 m překážek i ve smíšené štafetě na 4×400 m. V Budapešti, v roce 2023, pak vyhrála závod na 400 m překážek i se štafetou v běhu na 4×400 m. Ve smíšené štafetě upadla těsně před cílem a byla diskvalifikována.

### Olympiády
Na olympiádě v Tokyu v roce 2021 byla třetí v závodě na 400 m překážek. O čtyři roky později na olympiádě v Paříži získala zlatou medaili ve smíšené štafetě v běhu na 400 m, stříbrnou v ženské štafetě na 400 m a bronzovou medaili v běhu na 400 m překážek v závodě, ve kterém Američanka Sydney McLaughlin-Levrone překonala světový rekord.

## Osobní rekordy
- 400 m překážek – 50,95 s (14. července 2024[2])
- 400 m – 49,17 s (2. března 2024[1])
- 200 m – 22,64 s (3. února 2024[3])